# Anthony Hamilton (Sänger)

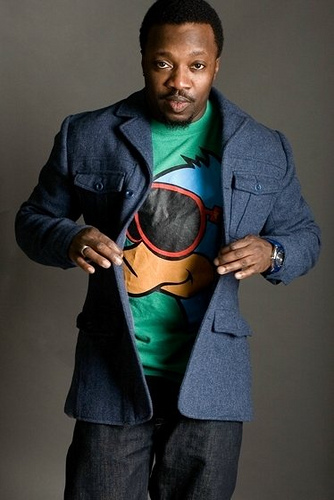
Anthony Hamilton (2007)

Anthony Cornelius Hamilton (* 28. Januar 1971 in Charlotte, North Carolina) ist ein US-amerikanischer Soul- und R’n’B-Sänger, der in der Tradition der klassischen Soulsänger der 1970er Jahre vorträgt. Otis Redding, Sam Cooke und Donny Hathaway zählen zu seinen stärksten musikalischen Einflüssen.

## Karriere
Anthony Hamilton hatte ein schwieriges Verhältnis zu seinen Eltern und entging mit 15 Jahren durch eine Adoption den häuslichen Problemen. Im Alter von 10 Jahren sang er im Kirchenchor und trat als Jugendlicher solo bei Gesangswettbewerben und in Clubs auf. Mit 22 Jahren ging er nach New York und kam beim Label Uptown Records von André Harrell unter. Bevor Hamiltons fertiges Debütalbum veröffentlicht wurde, wechselte Harrell jedoch zu Motown und stellte das Label ein. So erschien XTC 1996 bei MCA. Das Album selbst erhielt jedoch keine große Aufmerksamkeit, lediglich die Single Nobody Else schaffte es auf Platz 63 der R&B-Charts.
Danach schloss er sich dem Label Soulife an, einem neuen Label aus seiner Heimat in North Carolina, und arbeitete an einem zweiten Album. Daneben arbeitete er als Songwriter und Backgroundsänger unter anderem für Donell Jones, Eve und D’Angelo. Allerdings musste auch diesmal das Label schließen, bevor sein zweites Album erschien.
Der Durchbruch für Anthony Hamilton kam 2002, als er mit dem Rapper Nappy Roots bei dessen Single Po' Folks zusammenarbeitete. Das Lied erreichte nicht nur Platz 19 der offiziellen US-Charts, sondern wurde auch für einen Grammy nominiert. Noch bei der Grammyfeier wurde er von Jermaine Dupri für dessen Label So So Def Records unter Vertrag genommen. Sie nahmen ein völlig neues Album mit dem Titel Comin' from Where I'm From auf, das den Durchbruch bedeutete. Es erreichte Platz 33 der Billboard 200, hielt sich fast eineinhalb Jahre in den Charts und wurde schließlich mit Platin ausgezeichnet. Mit dem Song Charlene hatte er einen eigenen Top-20-Hit, der in den R&B-Charts sogar Platz 3 erreichte. Danach folgte eine Zusammenarbeit mit Jadakiss bei dem Song Why?, die in den USA auf Platz 11 kam und ihn auch in Europa bekannt machte. Eine Zusammenarbeit mit Twista beim Titel Sunshine, bei der er allerdings nur inoffiziell genannt wurde, wurde ein Nummer-drei-Hit in den britischen Charts.
Im Jahr darauf veröffentlichte er die alten Aufnahmen, die er für Soulife gemacht hatte, auf einem Album mit dem Labelnamen als Titel. Ebenfalls 2005 erschien ein neues Album mit dem Titel Ain’t Nobody Worryin’. Beide Veröffentlichungen kamen unter die Top 20 in den USA und das neue Album erreichte Goldstatus.
Zwei Jahre später erschien mit Southern Comfort ein weiteres Album mit älteren, bis dahin unveröffentlichten Aufnahmen, das im Erfolg hinter den vorherigen Alben zurückblieb. Dafür meldete er sich 2008 mit der Unterstützung von Al Green bei dessen Song You’ve Got the Love I Need zurück. Das Lied kam zwar nicht in die Charts, aber die beiden Sänger gewannen den Grammy Award für die beste traditionelle R&B-Darbietung. Dazu veröffentlichte Hamilton Ende des Jahres ein weiteres Goldalbum: The Point of It All erreichte Platz 12 und wurde 2010 für einen Grammy als bestes R&B-Album nominiert. Zwei Albumsongs erhielten ebenfalls Nominierungen.
Bis zum nächsten Album vergingen erneut drei Jahre. Back to Love erreichte 2011 erneut Platz 12 der US-Charts und erhöhte Anthony Hamilton Anzahl der Grammy-Nominierungen um zwei auf zwölf. Im Jahr darauf nahm er gemeinsam mit der Newcomerin Elayna Boynton den Song Freedom für den Soundtrack zum Film Django Unchained auf. Das Lied war besonders in Europa erfolgreich.

## Diskografie

### Studioalben
| Jahr | Titel                      | Höchstplatzierung, Gesamtwochen, AuszeichnungChartsChartplatzierungen (Jahr, Titel, Platzierungen, Wochen, Auszeichnungen, Anmerkungen) | Anmerkungen                              |
| Jahr | Titel                      | US | Anmerkungen                              |
| ---- | -------------------------- | --- | ---------------------------------------- |
| 1996 | XTC                        | — | Erstveröffentlichung: 29. Oktober 1996   |
| 2003 | Comin’ from Where I’m From | US33 Platin · (75 Wo.)US | Erstveröffentlichung: 23. September 2003 |
| 2005 | Ain’t Nobody Worryin’      | US19 Gold · (25 Wo.)US | Erstveröffentlichung: 13. Dezember 2005  |
| 2008 | The Point of It All        | US12 Gold · (41 Wo.)US | Erstveröffentlichung: 16. Dezember 2008  |
| 2011 | Back to Love               | US12 (25 Wo.)US | Erstveröffentlichung: 13. Dezember 2011  |
| 2014 | Home for the Holidays      | US80 (2 Wo.)US | Erstveröffentlichung: 21. Oktober 2014   |
| 2016 | What I’m Feelin’           | US15 (7 Wo.)US | Erstveröffentlichung: 25. März 2016      |
| 2021 | Love is the New Black      | — | Erstveröffentlichung: 24. September 2021 |

### Kompilationen
| Jahr | Titel            | Höchstplatzierung, Gesamtwochen, AuszeichnungChartsChartplatzierungen (Jahr, Titel, Platzierungen, Wochen, Auszeichnungen, Anmerkungen) | Anmerkungen                         |
| Jahr | Titel            | US | Anmerkungen                         |
| ---- | ---------------- | --- | ----------------------------------- |
| 2005 | Soulife          | US12 (11 Wo.)US | Erstveröffentlichung: 20. Juni 2005 |
| 2007 | Southern Comfort | US90 (3 Wo.)US | Erstveröffentlichung: 3. April 2007 |

### Singles
| Jahr | Titel Album                           | Höchstplatzierung, Gesamtwochen, AuszeichnungChartplatzierungen (Jahr, Titel, Album, Platzierungen, Wochen, Auszeichnungen, Anmerkungen) | Höchstplatzierung, Gesamtwochen, AuszeichnungChartplatzierungen (Jahr, Titel, Album, Platzierungen, Wochen, Auszeichnungen, Anmerkungen) | Höchstplatzierung, Gesamtwochen, AuszeichnungChartplatzierungen (Jahr, Titel, Album, Platzierungen, Wochen, Auszeichnungen, Anmerkungen) | Höchstplatzierung, Gesamtwochen, AuszeichnungChartplatzierungen (Jahr, Titel, Album, Platzierungen, Wochen, Auszeichnungen, Anmerkungen) | Höchstplatzierung, Gesamtwochen, AuszeichnungChartplatzierungen (Jahr, Titel, Album, Platzierungen, Wochen, Auszeichnungen, Anmerkungen) | Anmerkungen                                                                                |
| Jahr | Titel Album                           | DE | AT | CH | UK | US | Anmerkungen                                                                                |
| ---- | ------------------------------------- | --- | --- | --- | --- | --- | ------------------------------------------------------------------------------------------ |
| 2002 | Po’ Folks Watermelon, Chicken & Gritz | — | — | — | — | US21 (23 Wo.)US | Erstveröffentlichung: 10. Juli 2002 Nappy Roots feat. Anthony Hamilton                     |
| 2004 | Why? Kiss of Death                    | DE98 (1 Wo.)DE | — | — | — | US11 (20 Wo.)US | Erstveröffentlichung: 13. Juli 2004 Jadakiss feat. Anthony Hamilton                        |
| 2004 | Sunshine Kamikaze                     | DE58 (7 Wo.)DE | — | — | UK3 (13 Wo.)UK | — | Erstveröffentlichung: 2. August 2004 Twista feat. Anthony Hamilton                         |
| 2004 | Charlene Comin’ from Where I’m From   | — | — | — | — | US19 (22 Wo.)US | Erstveröffentlichung: 3. August 2004                                                       |
| 2005 | Can’t Let Go Ain’t Nobody Worryin’    | — | — | — | — | US71 (19 Wo.)US | Erstveröffentlichung: 17. Oktober 2005                                                     |
| 2011 | So in Love The Light of the Sun       | — | — | — | — | US97 (1 Wo.)US | Erstveröffentlichung: 26. April 2011 Jill Scott feat. Anthony Hamilton                     |
| 2013 | Freedom Django Unchained Soundtrack   | DE55 (6 Wo.)DE | AT46 (6 Wo.)AT | CH32 (14 Wo.)CH | — | — | Erstveröffentlichung: 2013 mit Elayna Boynton                                              |
| 2015 | Back to Sleep Royalty                 | — | — | — | UK100 Gold · (1 Wo.)UK | US20 ×4Vierfachplatin · (20 Wo.)US | Erstveröffentlichung: 9. November 2015 Chris Brown feat. Tank, R. Kelly & Anthony Hamilton |

Weitere Singles
- 1996: Nobody Else
- 2003: Comin’ from Where I’m From
- 2006: Sista Big Bones
- 2008: You’ve Got the Love I Need (Al Green feat. Anthony Hamilton)
- 2008: Cool (feat. David Banner)
- 2009: The Point of It All
- 2011: Woo
- 2011: I’ll Wait (To Fall in Love)
- 2012: Pray for Me
- 2016: Amen
- 2016: What I’m Feelin’ (feat. The HamilTones)